# David Batty
Pour les articles homonymes, voir Batty.
David Batty, né le 2 décembre 1968 à Leeds (Angleterre), est un footballeur anglais, qui évoluait au poste de milieu défensif à Leeds United et en équipe d'Angleterre.
Batty n'a marqué aucun but lors de ses quarante-deux sélections avec l'équipe d'Angleterre entre 1991 et 2002. Il participe au championnat d'Europe 1992 et à la Coupe du monde 1998.

## Carrière
- 1987-1994 : Leeds United  Angleterre (211 matchs et 4 buts)
- 1993-1996 : Blackburn Rovers  Angleterre (54 matchs et 1 but)
- 1995-1999 : Newcastle United  Angleterre (83 matchs et 3 buts)
- 1998-2004 : Leeds United  Angleterre (90 matchs)[1]

## Palmarès

### En équipe nationale
- 42 sélections et 0 but avec l'équipe d'Angleterre entre 1991 et 2002.
- Huitième-de-finaliste à la Coupe du monde 1998.
- Participe au premier tour du championnat d'Europe 1992.

### Avec Leeds United
- Vainqueur du Championnat d'Angleterre de football D2 en 1990.
- Vainqueur du Championnat d'Angleterre de football en 1992.
- Vainqueur du Charity Shield en 1992.

### Avec les Blackburn Rovers
- Vainqueur du Championnat d'Angleterre de football en 1995.
- Vice-Champion du Championnat d'Angleterre de football en 1994.

### Avec Newcastle United
- Vice-Champion du Championnat d'Angleterre de football en 1996 et 1997.
- Finaliste de la Coupe d'Angleterre de football en 1998.